# Antonio de Gouvea
Antonio de Gouvea est un historien portugais, né à Beja vers 1575 et mort en 1628. Il est de la famille du célèbre jurisconsulte Antoine de Gouveia.

## Biographie
Antonio de Gouvea entre dans l’ordre des ermites de Saint-Augustin, puis est envoyé à Goa pour y enseigner la théologie (1597). Il se trouve dans cette ville lorsque le vice-roi des Indes portugaises, Aires de Saldanha, le charge de se rendre auprès du roi de Perse Schah-Abbas, pour obtenir de ce prince la permission de fonder dans ses États des établissements commerciaux. Schah-Abbas accède à cette proposition, mais en mettant toutefois pour condition que le roi Philippe III lui enverrait des troupes pour combattre les Turcs. Gouvea part alors pour l’Europe avec un ambassadeur persan ; mais il ne peut rien obtenir et reçoit l’ordre de retourner en Perse pour y reprendre les négociations sur de nouvelles bases.
En partant (1612), il est nommé par le pape Paul V évêque de Cyrène et légat a latere. De retour en Perse, il rend compte de l’insuccès de sa mission à Schah-Abbas. Dans son irritation, ce souverain le fait jeter dans une prison, d’où il parvient à s’échapper. Il revient dans sa patrie lorsqu’il tombe aux mains de pirates algériens et subit une dure captivité jusqu’en 1620.
Le P. Gouvea remplit encore, avant de mourir, une importante mission à Oran.

## Œuvres
Il laisse quelques ouvrages, dont les plus remarquables sont : 
- Relação em que se tralão as guerras e grandes victorias que alcançou e grande rey de Persia Xa-Abbas (Lisbonne, 1611, in-4°), traduit en français sous le titre de Relation des grandes guerres et victoires obtenues par le roi de Perse Schah-Abbas, etc. (Roven, 1646, in-4°), et
- Jornada do arcepispo de Goa, etc. (Coïmbre, 1606, in-fol.), traduit en français par J.-B. de Glen, sous le titre de Histoire orientale des grands progrès de l’Église catholique, apostolique et romaine (Anvers, 1609).

## Source
« Antonio de Gouvea », dans Pierre Larousse, Grand dictionnaire universel du XIXe siècle, Paris, Administration du grand dictionnaire universel, 15 vol., 1863-1890 [détail des éditions].